# 黃志遴
黃志遴（？—？），字銓士，號鷗湄，福建泉州府晉江縣人，清初政治人物。

## 生平
順治二年（1645年）乙酉科順天鄉試舉人，三年（1646年）丙戌科二甲第九名進士。選翰林院庶吉士，散館授編修，升侍講學士，十年（1653年）升詹事府少詹事，十二年（1655年）出為湖廣左布政使，十六年（1659年）丁母憂。服闋，康熙二年（1663年）改雲南左布政使，改貴州左布政使，均未到任，五十歲時卒，熊伯龍為其作墓誌銘。

## 家族
父黃熙胤，刑部右侍郎。